# CLYDE
CLYDE est une série télévisée d'animation franco-canadienne en 26 épisodes de 25 minutes, créée par Ronald A. Weinberg et Jean Cazès et diffusée en France à partir du 17 février 1992 sur Antenne 2 et TF1, et au Québec à partir du 12 septembre 1992 à la Télévision de Radio-Canada dans Vazimolo.

## Synopsis
CLYDE était un cerveau informatique venant d'une autre galaxie lointaine. Malheureusement pour lui, il a développé un virus dangereux appelé le sens de l'humour et d'autres caractéristiques « humaines » et a été banni de la planète. Finalement il a atterri sur Terre, où on l'a découvert Matt (12 ans) et sa sœur Samantha (10 ans) qui l'ont branché jusqu'à un vieux juke-box. CLYDE s'est remis : un extroverti de plaisanterie, aimant s'amuser dans un monde qui n'est pas tout à fait prêt pour lui.

## Fiche technique
- Titre français : CLYDE
- Création : Ronald A. Weinberg, Jean Cazès
- Réalisation : Chris Randall
- Scénario : Tony Scott, Alan Swayze (supervision), Gilles Taurand, Olivier Massart, Patrick Regnard, Tony Scott
- Dessins de personnages: Vincent James
- Storyboards : Chris Randall, Tim O'Halloran, Tim Deacon, Vincent James
- Décors : Frédéric Bremont, Geneviève Chassaing, Michel Herbinet
- Cadrage (Layout) : Jean-Baptiste Cuvelier, Eric Legeard, Paul-Henri Ferrand, Philippe Jallois, Dominique Lajeunie, Christine Landes, Gérard Lemaux, Benoît Le Pennec, Jean-Noël Malinge, Christophe Pouchot, Alain Remy, Jacques Stoll, Mieke Vermaerke, Gilbert Weppe
- Animation : James Appleton, Yannick Barbaud, Corinne Bretel, Claire De Carvalho, Didier Degand, Isabelle Faivre, Jean-Pierre Guzdziol, Philippe Lançon, Franck Marchand, Homa Niknam, Stéphane Piera, Hélène Poldervaart, Frédéric Raducanou, Valérie Schaefer, Jan Van Rijsselberge pour Crayon Animation
- Musique : Leon Aronson
  - Générique interprété par Michel Pagliaro
- Production : Ronald A. Weinberg, Christian Davin ; Micheline Charest, Jean Cazès (exécutifs)
- Sociétés de production : Cinar[1], France Animation, TF1
- Pays d'origine : France / Canada
- Langue : français
- Format : Couleurs - 35 mm - 1,33:1 - son mono
- Nombre d'épisodes : 26 (1 saison)
- Durée : 25 minutes
- Dates de première diffusion :  France : 1991

## Voix françaises
- Jacques Ferrière : CLYDE / le parasite vert
- Magali Barney : Samantha / le parasite bleu
- Nicole Raucher : Matt
- Jean-Claude Donda : Alberto / le parasite rouge / personnages secondaires
- Michèle Bardollet : Gaby
- Gérard Rinaldi : personnages secondaires

Direction artistique du doublage : Michel Trouillet
 Source et légende : version française (VF) sur RS Doublage

## Épisodes
1. Destination : Terre
2. Sur la bonne voix
3. Pillage de cerveau
4. Ainsi font, font, font
5. Cache-casse
6. Dame Gaby
7. Pirates du grand air
8. Docteur Malheur
9. Vingt millions sous les mers
10. Court-cirCLYDE
11. Peintures en trompe-l'œil
12. Robot Toc
13. Eau secours
14. Le Trésor de Gozimar
15. L'Encre antipathique
16. Chères vacances
17. Les Durs à cuire
18. Reste Super Matt
19. Un rêve !
20. Histoire d'ouest
21. Gare au gorille
22. Récupération
23. Du pain sur la planche
24. Pole position
25. Les Pies voleuses
26. Allez Al !